# ハリエット・レーン
ハリエット・レベッカ・レーン・ジョンストン（Harriet Rebecca Lane Johnston、1830年5月9日 - 1903年7月3日）は、1857年から1861年にかけて、生涯独身であった伯父ジェームズ・ブキャナンのアメリカ合衆国大統領在任中にファーストレディを務めた女性。大統領夫人ではない女性がファーストレディを務めた例はレーンを含め少なくとも13例あるが、その大多数は（レーンとは異なり）妻に先立たれた大統領の親族であった。

## 生い立ち
ハリエット・レーンの家族は、ペンシルベニア州フランクリン郡の出身であった。彼女は、商人であった父エリオット・トール・レーン（Elliott Tole Lane）と母ジェーン・アン・ブキャナン・レーン（Jane Ann Buchanan Lane）の間の末子として生まれた。9歳のときに母親が死去し、その2年後には父親も死去したために孤児となり、本人の希望で、お気に入りの伯父であったジェームズ・ブキャナンが法律上の保護者となった。当時ブキャナンは結婚しておらず、ペンシルベニア州選出の民主党上院議員だったが、彼女とその姉を当時はまだバージニア州の一部だった（後のウェストバージニア州）チャールズ・タウンの寄宿学校に送り、後には2年間、後にワシントンD.C.と合併したジョージタウンのアカデミー・オブ・ビジティング・コンベントに送った。その頃までに、ブキャナンは国務長官となっており、かつてレーンに約束した通り、彼女を華やかな社交界に導いた。
1854年、レーンは、聖ジェームズ宮廷（英国宮廷）への公使となったブキャナンに同行して、ロンドンへ赴いた。ヴィクトリア女王は、「親愛なるミス・レーン (dear Miss Lane)」と彼女を呼び、大使夫人級の処遇をした。彼女に求婚する男性たちは、彼女の美しさを有名にした。「ハル (Hal)」と愛称されたレーンはやや明るく、金色にも近い彼女の豊かな髪が目立っていた。

## アメリカ合衆国のファーストレディ
1857年、首都ワシントンD.C.は、新しい「民主党の女王 (Democratic Queen)」のホワイトハウスを歓迎した。レーンは、ブキャナン在任中の4年間、人気の高いホステス（女主人）役であった。女性たちは、彼女の髪型や服装のスタイルを真似、特に彼女が就任式で着用した首のラインを通常より2.5インチ（6.3mm）下げたガウンが広まり、親たちは生まれた娘に彼女の名を名付け、彼女に捧げられた歌「Listen to the Mockingbird」が流行した。ホワイトハウスにいた時期に、彼女は社会的な大義の普及にも取り組み、インディアン居留地におけるインディアンの生活状態の改善などを訴えた。レーンはまた、芸術家や音楽家たちをホワイトハウスの行事に招くことにも取り組んだ。その人気と、主導的な働きによって、レーンは、現代的なファーストレディの最初 (the first of the modern first ladies) と評され、当時の彼女の人気ぶりは、1960年代におけるジャクリーン・ケネディに匹敵するものとされる。大統領専用ヨットに彼女の名が付けられたのを皮切りに、以降いくつかの船が彼女にちなんで名付けられており、現在もその名を冠した船が運用されている。

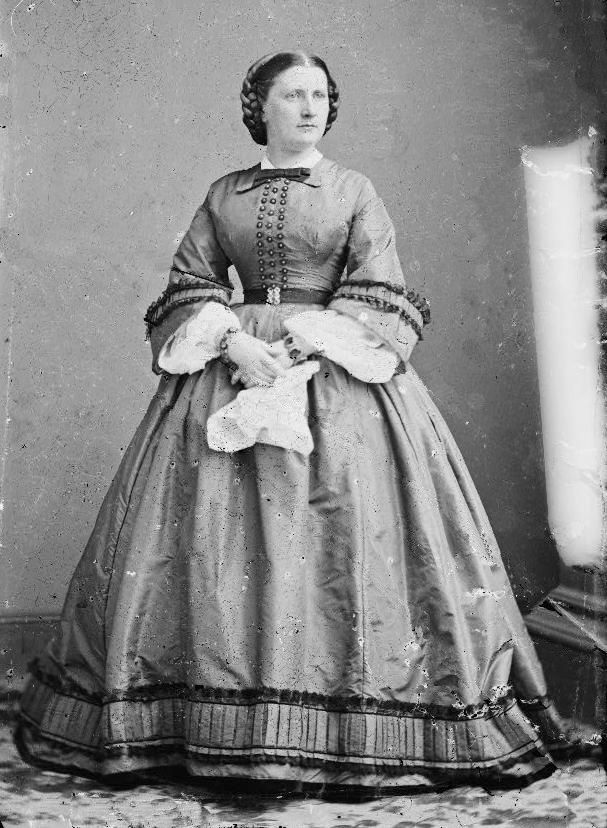
ハリエット・レーン。撮影は、1855年 - 1865年のいずれかの時点。

やがて南北戦争の原因となった派閥対立が強まってくると、レーンは毎週開催されていた公式晩餐の席の配置について、正しい席次を守りながら、敵同士が近い席に着かないよう、特に配慮するようになった。彼女は如才なく、たじろぐことなく振る舞い続けたが、やがて彼女の務めは、伯父の務めと同じように、実現不可能なものとなっていった。7州が連邦から離脱して、ブキャナンは引退し、ペンシルベニア州ランカスターの近くに構えた広々とした屋敷ウィートランドへ、レーンとともに戻った。

## 恋愛と結婚
10代のころ、人気者だったミス・レーンには多数の男性との交際があったが、そうした男性たちを「楽しいけどとっても面倒な連中」と呼んでいた。ブキャナンは彼女に「性急に結婚に踏み切る」ことはよくないと警告しており、彼女は36歳近くになるまで結婚せずに待ち続けた。そして彼女が、伯父の承認も得て選んだのは、ボルチモアの銀行家だったヘンリー・エリオット・ジョンストン（Henry Elliott Johnston）だった。その後18年の間に、彼女はまず伯父に先立たれ、幼い2人の息子たちにも先立たれ、遂には夫にも先立たれることとなった。

## 晩年と死
その後、ハリエット・レーンはワシントンD.C.に住むことを決めた。彼女は、ヨーロッパの美術品を中心にかなりの美術コレクションを作り上げ、後には遺言で政府にこれを遺贈した。1903年の彼女の死後にこのコレクションを受け入れたスミソニアン協会の役員は、彼女を「美術館のファーストレディ (First Lady of the National Collection of Fine Arts)」と呼んだ。
さらに彼女は、メリーランド州ボルチモアのジョンズ・ホプキンス病院にいた障碍をもった子どもたちのための施設建設に、巨額の資金を提供した。これは、有名な小児科施設ハリエット・レーン外来診療所 (the Harriet Lane Outpatient Clinics) となって、現在も毎日何千人もの子どもたちに利用されており、さらに、広く用いられている小児科の研修医のマニュアルには『ハリエット・レーン・ハンドブック (The Harriet Lane Handbook)』と彼女の名が冠されている。
レーンは、1895年に遺書を書いたが、その後さらに8年生き延び、その間に合衆国の不動産は全般的に価値が高騰して彼女の資産も大幅に増大した。彼女は、1899年に遺言補足書を加え、ワシントン大聖堂の所有地に学校を建てて、レーン＝ジョンソン・ビルディング (the Lane-Johnston Building) と名付けて、「私自身と夫の家名が、私たちの息子たちの愛おしい記憶とともに遺贈される建物と結びつけられる」ことを望んだ。1903年の遺言補足書では、遺贈額をさらに3分の1積み増すが、建物にかける費用は遺贈額の半分とする、とされた。残りの半分は、「特に少年合唱隊、とりわけ大聖堂の典礼に奉仕する者たちを、無料で維持し、教育し、研鑽させるために」用いるよう定められた。遺贈された資金によって、名高い男子校が1909年10月に創設され、後のセント・オールバンズ校となった。

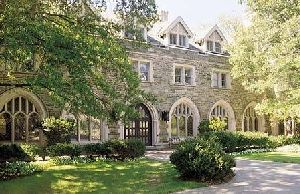
セント・オールバンズ校のレーン＝ジョンソン・ビルディング

ハリエット・レーン・ジョンストンの葬儀は、ワシントン大聖堂のヘンリー・Y・サターリー主教とカノン・デブリーズ (Canon DeVries) によって執り行われた。亡骸はメリーランド州ボルチモアのグリーン・マウント墓地に埋葬され、墓標は大聖堂の近傍にあるピース・クロス（平和の十字：the Peace Cross）に似たケルト十字が立てられた。1905年、後のセント・オールバンズ校の最初の建物の礎石が置かれる定礎式が来賓を招いて行なわれたが、その招待状に記された校名は「ワシントン大聖堂付属レーン・ジョンソン・合唱隊男子学校 (The Lane Johnston Choir School for Boys of the Washington Cathedral) であった。

## 遺されたもの
アメリカ沿岸警備隊は、彼女の名を付けたカッターを3代にわたって保有していた。その最初は、沿岸警備隊の前身である税関監視船艇局に1857年に配属された USRC Harriet Lane であった。このカッターは、1861年に南北戦争が勃発すると合衆国海軍（北軍）に移管され、この艦上からW・D・トンプソン (W. D. Thompson) 大尉の指揮により南北戦争における海軍最初の砲撃が行なわれたが、1863年には連合国海軍（南軍）がこの艦を奪取し、その後、合衆国海軍が奪還したが、既に軍用には耐えない状態だと判断され、民間に払い下げられた。
ハリエット・レーンと名付けられた2代目のカッターは、125フィート（およそ38m）の長さがある USCGC Harriet Lane (WSC-141) で、1926年に就役し、1946年に退役となった。
同じく3代目のカッターは、USCGC Harriet Lane (WMEC-903) で、1984年5月に就役し、2014年現在、現役で運用されている。
ハリエット・レーン外来診療所は、その後も活動を継続しており、さらに世界各国に同名の診療所を展開している。
小児科医学分野の『ハリエット・レーン・ハンドブック』シリーズも出版が継続されており、オンライン化もされ、シリーズ名を冠した様々な出版物が出されている。オリジナルの、副題に「小児科研修医のための手引書 (A Manual for Pediatric House Officers)」と付けられたものは、モズビー社により、2015年に第20版が刊行されている。
彼女が生まれた場所である、生家レーン・ハウスは、1972年にアメリカ合衆国国家歴史登録財に登録された。

## 関連作品
- John Updike, Buchanan Dying, 1974, a play.  - ブキャナン大統領を題材としたこの戯曲では、ジョンストン夫人が登場人物のひとりとなっている。